# Клод Ренуар
Клод Ренуа́р (фр. Claude Renoir; нар. 4 грудня 1913, Париж, Франція — пом. 5 вересня 1993, Труа, Об, Франція) — французький кінооператор.

## Біографія
Клод Ренуар народився 4 грудня 1913 року в Парижі в сім'ї акторів П'єра Ренуара та Віри Сержін. Він є внуком відомого французького художника Огюста Ренуара та племінником кінорежисера Жана Ренуара. У 19 років Клод приходить на знімальний майданчик до дядька Жана, який знімав «Ніч на перехресті», і потрапляє в операторську групу. На два роки він занурюється з головою у навчання. Його наставниками були Жан Башле, Моріс Люсьєн, Борис Кауфман і Крістіан Матра. У співпраці зі своїм дядьком Клод Ренуар створив свої найкращі роботи, серед яких «Тоні» (1934), «Заміська прогулянка» (1936), «Річка» (1951) та ін.
Працював з режисерами: Роже Вадимом — «Померти від насолоди» (1961), «Здобич», (1966), «Барбарелла» (1968), «Вірна дружина»; Марселем Карне — «Ошуканці» (1958), «Пустир» (1960); П'єром Граньє-Дефером — «Париж у серпні» (1966), «Військовий лікар» (1969); Жаном-Полем Раппно — «Повторне весілля» (1971); Клодом Зіді — «Крильце чи ніжка» (1976), «Чудовисько» (1978), «Чвари» (1978) та ін.
У 1977 році Клод Ренуар був номінований як найкращий оператор на французьку національну кінопремію «Сезар» за роботу над фільмами «Доктор Франсуаза Гайян» (1975, реж. Жан-Луї Бертучеллі) та «Вірна жінка» (1976, реж. Роже Вадим).
Помер Клод Ренуар 5 вересня 1993 році в місті Труа (департамент Об, Франція) на 79 році життя.

## Фільмографія
| Рік  |         | Назва українською                         | Оригінальна назва                          | Режисер                                        |
| ---- | ------- | ----------------------------------------- | ------------------------------------------ | ---------------------------------------------- |
| 1934 |         | Тоні                                      | Toni                                       | Жан Ренуар                                     |
| 1936 |         | Життя належить нам                        | La vie est à nous                          | Жан Ренуар                                     |
| 1936 | к/м     | Заміська прогулянка                       | Partie de campagne                         | Жан Ренуар                                     |
| 1937 |         | Велика ілюзія                             | La grande illusion                         | Жан Ренуар                                     |
| 1938 |         | Вогні Парижу                              | Lumières de Paris                          | Рішар Ротьє                                    |
| 1938 |         | Людина-звір                               | La Bête humaine                            | Жан Ренуар                                     |
| 1940 |         | Серенада                                  | Sérénade                                   | Жан Буайє                                      |
| 1944 |         | Добрий вечір, пані та панове              | Bonsoir mesdames, bonsoir messieurs        | Ролан Туаль                                    |
| 1944 |         | Пригода на розі вулиці                    | L'aventure est au coin de la rue           | Жак Данієль-Норман                             |
| 1946 |         | Єрихон                                    | Jericho                                    | Анрі Калеф                                     |
| 1946 |         | Спокійний тато                            | Le père tranquille                         | Рене Клеман                                    |
| 1946 |         | Прекрасна пара                            | Le couple idéal                            | Бернар-Ролан, Реймон Руло                      |
| 1947 |         | За ніч любові                             | Pour une nuit d'amour                      | Едмон Т. Гревіль                               |
| 1947 |         | Шуани                                     | Les chouans                                | Анрі Калеф                                     |
| 1947 |         | Будинок на морі                           | La maison sous la mer                      | Анрі Калеф                                     |
| 1947 |         | Мосьє Вінсент                             | Monsieur Vincent                           | Моріс Клош                                     |
| 1948 |         | Велика вольєра                            | La grande volière                          | Моріс Клош                                     |
| 1948 |         | Кохання                                   | L'Amore                                    | Роберто Росселліні                             |
| 1948 |         | Тупик двох ангелів                        | Impasse des Deux Anges                     | Моріс Турнер                                   |
| 1949 |         | Побачення в липні                         | Rendez-vous de juillet                     | Жак Беккер                                     |
| 1949 |         | Аліса в країні чудес                      | Alice in Wonderland                        | Далла Бауер                                    |
| 1949 |         | Доктор Леннек                             | Docteur Laennec                            | Моріс Клош                                     |
| 1950 |         | Прелюдія слави                            | Prélude à la gloire                        | Жорж Лакомб                                    |
| 1950 |         | Стрілець на вулицях міста                 | Gunman in the Streets                      | Френк Таттл                                    |
| 1951 |         | Мосьє Фабр                                | Monsieur Fabre                             | Анрі Діаман-Берже                              |
| 1951 |         | Річка                                     | The River                                  | Жан Ренуар                                     |
| 1951 |         | Кнок                                      | Knock                                      | Гі Лефранк                                     |
| 1951 |         | Клара де Монтаржис                        | Clara de Montargis                         | Анрі Декуен                                    |
| 1952 |         | Зелена рукавичка                          | The Green Glove                            | Рудольф Мате                                   |
| 1952 |         | Золота карета                             | Le carrosse d'or                           | Жан Ренуар                                     |
| 1953 |         | Пуччіні                                   | Puccini                                    | Карміне Галлоне                                |
| 1954 |         | Маддалена                                 | Maddalena                                  | Августо Дженніна                               |
| 1954 |         | Мадам Батерфлай                           | Madama Butterfly                           | Карміне Галлоне                                |
| 1956 |         | Таїнство Пікассо                          | Le mystère Picasso                         | Анрі-Жорж Клузо                                |
| 1956 |         | Злочин і покарання                        | Crime et châtiment                         | Жорж Лампен                                    |
| 1956 |         | Єлена і чоловіки                          | Elena et les hommes                        | Жан Ренуар                                     |
| 1957 |         | Салемські чаклунки                        | Les sorcières de Salem                     | Реймон Руло                                    |
| 1958 |         | Життя                                     | Une vie                                    | Александр Астрюк                               |
| 1958 |         | Дурисвіти                                 | Les Tricheurs                              | Марсель Карне                                  |
| 1959 |         | Вальс «Горили»                            | La valse du gorille                        | Бернар Бордері                                 |
| 1960 |         | Сержант Ікс                               | Sergent X                                  | Бернар Бордері                                 |
| 1960 |         | Померти від насолоди                      | Et mourir de plaisir                       | Роже Вадим                                     |
| 1960 |         | Пустир                                    | Terrain vague                              | Марсель Карне                                  |
| 1961 |         | Ла Файєтт                                 | La Fayette                                 | Жан Древіль                                    |
| 1962 |         | Коханці з Теруеля                         | Les amants de Teruel                       | Реймон Руло                                    |
| 1962 |         | Марко Поло                                | Marco Polo                                 | Крістіан-Жак                                   |
| 1963 |         | Симфонія для різанини                     | Symphonie pour un massacre                 | Жак Дере                                       |
| 1964 |         | Нескорений                                | L'insoumis                                 | Ален Кавальє                                   |
| 1964 |         | Париж, коли там спека                     | Paris — When It Sizzles                    | Річард Куайн                                   |
| 1965 |         | Казкова пригода Марко Поло                | La fabuleuse aventure de Marco Polo        | Дені де Ля Пателльєр, Рауль Леві, Ноель Говард |
| 1966 |         | Париж у серпні                            | Paris au mois d'août                       | П'єр Граньє-Дефер                              |
| 1966 |         | Здобич                                    | La curée                                   | Роже Вадим                                     |
| 1966 |         | Велика прогулянка                         | La grande vadrouille                       | Жерар Урі                                      |
| 1968 |         | Барбарелла                                | Barbarella                                 | Роже Вадим                                     |
| 1968 | к/альм. | Три кроки в маренні                       | Histoires extraordinaires                  |                                                |
| 1969 |         | Божевільна з Шайо                         | The Madwoman of Chaillot                   | Браян Форбс                                    |
| 1970 |         | Шукачі пригод                             | The Adventurers                            | Льюїс Гілберт                                  |
| 1970 |         | Дама в окулярах і з рушницею в автомобілі | The Lady in the Car with Glasses and a Gun | Анатоль Літвак                                 |
| 1971 |         | Повторний шлюб                            | Les mariés de l'an deux                    | Жан-Поль Раппно                                |
| 1971 |         | Вершники                                  | The Horsemen                               | Джон Франкенгаймер                             |
| 1971 |         | Зломники                                  | Le casse                                   | Анрі Верней                                    |
| 1971 |         | Убивця                                    | Le tueur                                   | Дені де Ля Пателльєр                           |
| 1972 |         | Елле                                      | Hellé                                      | Роже Вадим                                     |
| 1973 |         | Про любовну історію                       | L'Impossible Objet                         | Джон Франкенгаймер                             |
| 1973 |         | Змій                                      | Le serpent                                 | Анрі Верней                                    |
| 1974 |         | Пол і Мішель                              | Paul and Michelle                          | Льюїс Гілберт                                  |
| 1975 |         | Французький зв'язковий 2                  | French Connection II                       | Джон Франкенгаймер                             |
| 1975 |         | Цькування                                 | La traque                                  | Серж Леруа                                     |
| 1976 |         | Доктор Франсуаза Гайян                    | Docteur Françoise Gailland                 | Жан-Луї Бертучеллі                             |
| 1975 |         | Спокій                                    | Calmos                                     | Бертран Бліє                                   |
| 1976 |         | Вірна жінка                               | Une femme fidèle                           | Роже Вадим                                     |
| 1976 |         | Крильце чи ніжка                          | L'aile ou la cuisse                        | Клод Зіді                                      |
| 1977 |         | Чудовисько                                | L'animal                                   | Клод Зіді                                      |
| 1977 |         | Шпигун, який мене кохав                   | L'Espion qui m'aimait                      | Льюїс Гілберт                                  |
| 1978 |         | Чвари                                     | La zizanie                                 | Клод Зіді                                      |
| 1978 |         | Обережно, дивляться діти                  | Attention, les enfants regardent           | Серж Леруа                                     |
| 1979 |         | Військовий лікар                          | Le toubib                                  | П'єр Граньє-Дефер                              |

## Визнання та нагороди
| Рік            | Категорія                    | Номінант               | Результат |
| -------------- | ---------------------------- | ---------------------- | --------- |
| Премія «Сезар» |                              |                        |           |
| 1977           | Найкраща операторська робота | Доктор Франсуаза Гайян | Номінація |
| 1977           | Найкраща операторська робота | Вірна жінка            | Номінація |